# HMS Fame (1759)
HMS Fame (1759) — 74-пушечный линейный корабль 3 ранга Королевского флота. Единственный корабль, построенный по этому проекту. Заказан 13 апреля 1756 года.

## Постройка
В 1757 году Джон Берд (англ. John Bird), с которым был заключен контракт на постройку Fame, установил, что в районе Лондона недостаточно строительного леса, чтобы продолжить постройку, и был вынужден заключить контракт на лес в Сомерсете. Лес перевезли подводами в Лайм, графство Дорсет, где погрузили на бриг Good Intent, капитан Джон Булл, (англ. John Bull). Мистер Берд жаловался в Военно-морской комитет, что у мыса Норт-форленд лейтенант Джон Ривз (англ. John Reeves) со шлюпа HMS Savage запрессовал в службу некоего Джеймса Пэйджена (англ. James Pagen) из команды брига, хотя тот имел освобождение от пресса. 
Fame должен был быть спущен на воду 15 декабря 1758, но был не готов, и спуск был отложен до следующего высокого прилива. В конце концов он был спущен 1 января 1759 года.

## Служба
1763 — капитан Джон Ллойд (англ. John Lloyd), в Хамоаз, Плимут.
1763 — 15 мая приказ о назначении Джона Стюарта (англ. John Stewart) мастером.
1766 — капитан Джон Рейнольдс (англ. John Reynolds), в Хамоаз, Плимут.
1768 — в феврале ветром выброшен на скалы в Плимут-саунд и получил пробоины в днище, нижняя батарейная палуба и трюм затоплены водой. Комитет снабжения предоставил бочки, с помощью которых корабль был снят при низкой воде. После этого восстановлена плавучесть и корабль поставлен на верфь в ремонт. Мастер и штурманский помощник, вместе с семью матросами, оставались на борту и в награду получили продвижения по службе.
1779 — был при Гренаде
1782 — капитан Г. Вилсон (англ. G. Wilson), Вест-Индия. Был при островах Всех Святых.
1799 — переименован в Guildford, превращен в плавучую тюрьму.
Продан в 1814 году.